# Aeroportul Ed Daein
Aeroportul Ed Daein (IATA: ADV) este un aeroport din Sudan ce deservește zona Ed Daein⁠(d). A fost numit după zona deservită.
Situat la o altitudine de 450 m, aeroportul dispune de o singură pistă.